# Maison natale de Franz Schubert
Pour les articles homonymes, voir Maison (homonymie) et Franz Schubert.
La maison natale-musée de Franz Schubert (en allemand : Schubert Geburtshaus) est une maison-musée de Vienne en Autriche. Le célèbre compositeur de musique classique autrichien Franz Schubert (1797-1828) y est né et y a vécu les quatre premières années de sa vie. Un musée de la musique dépendant du musée de Vienne lui est dédié depuis 1912.

## Historique

### Franz Schubert
Franz Schubert naît le 31 janvier 1797 à Vienne dans un appartement de cette maison de ville (baptisée Au Crabe Rouge) du 54 Nussdorfer Straße, des faubourgs du nord-ouest de Vienne, ou douzième de quatorze enfants, il passe les quatre premières années et demie de sa vie, avant que sa famille ne déménage en 1801 à proximité au 3 de la Säulengasse, dans une maison achetée par son père pour y ouvrir et diriger sa propre école paroissiale. 

Schubert jeune
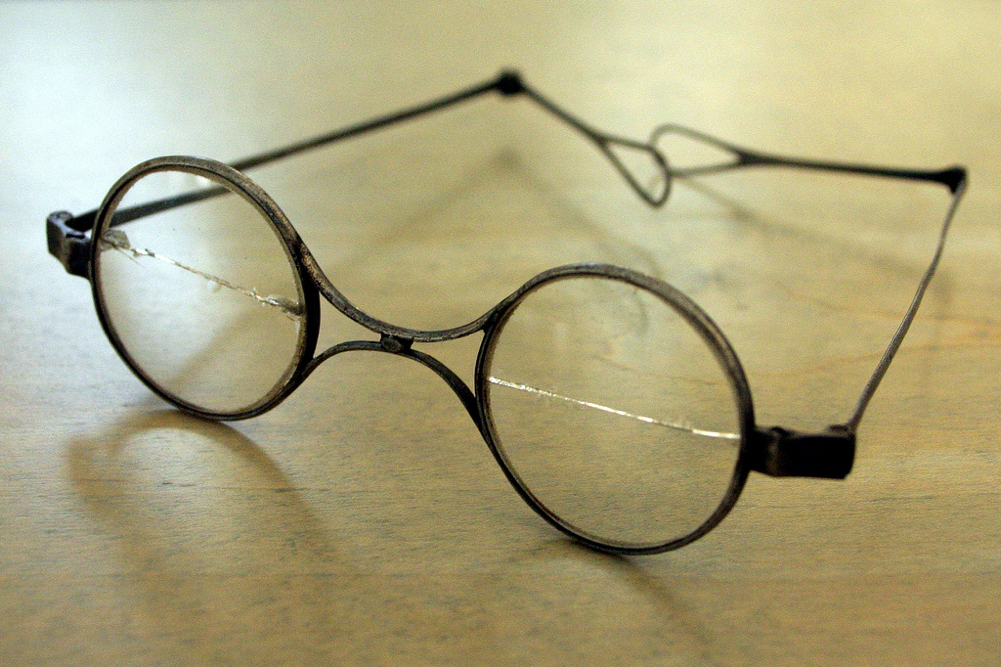
Ses célèbres lunettes rondes
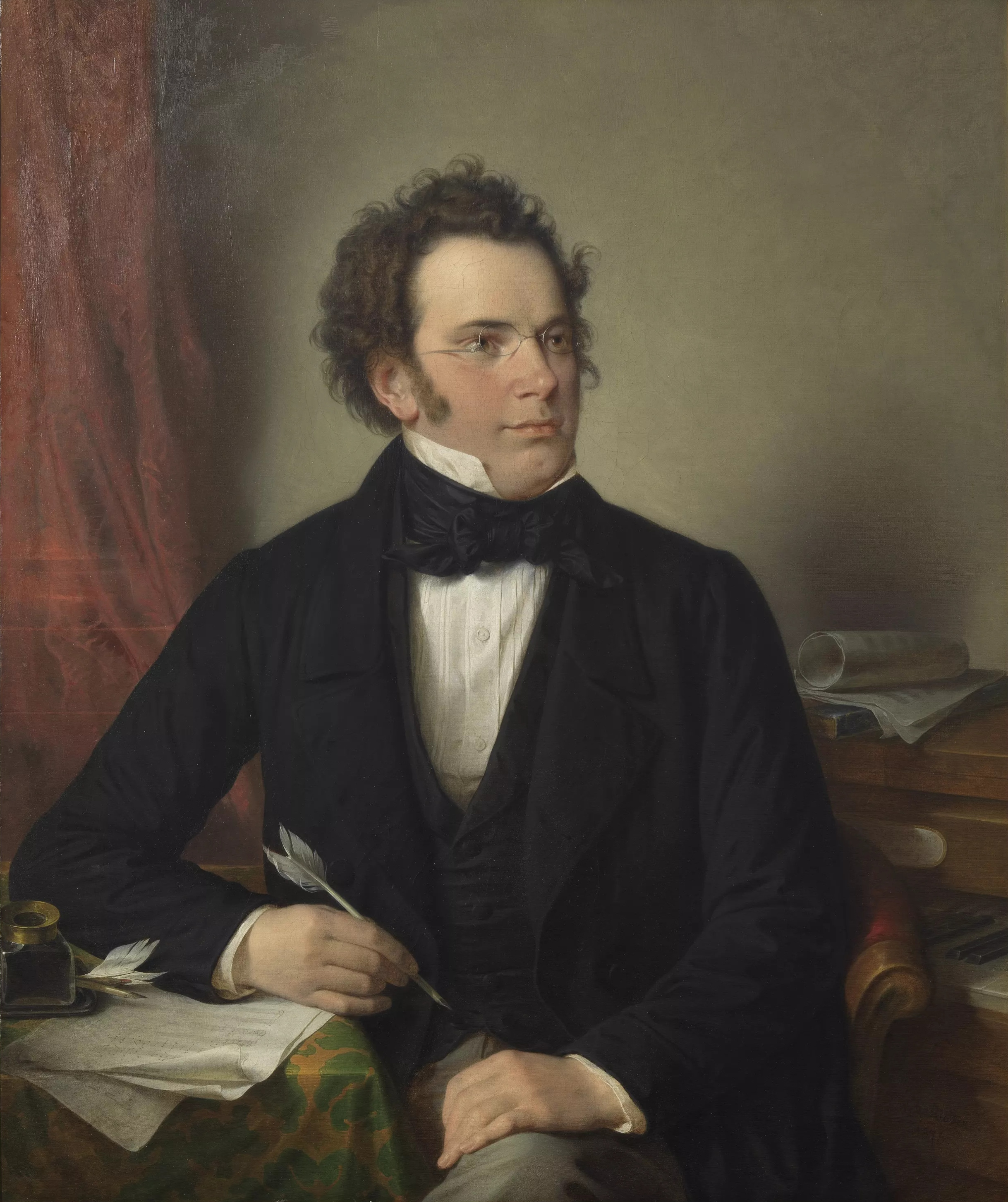
En 1825

Son père Franz-Theodor Schubert (instituteur de l'école paroissiale, et musicien) lui enseigne la musique classique, et lui donne ses premières leçons de violon et d'alto. Son frère aîné Ignaz lui apprend le piano-forte. Michael Holzer (organiste réputé maître de chapelle de l'église de Lichtental) lui apprend l'orgue, le chant, et la composition musicale. 

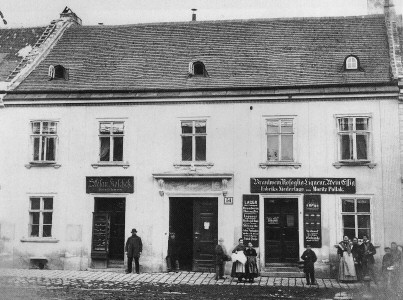
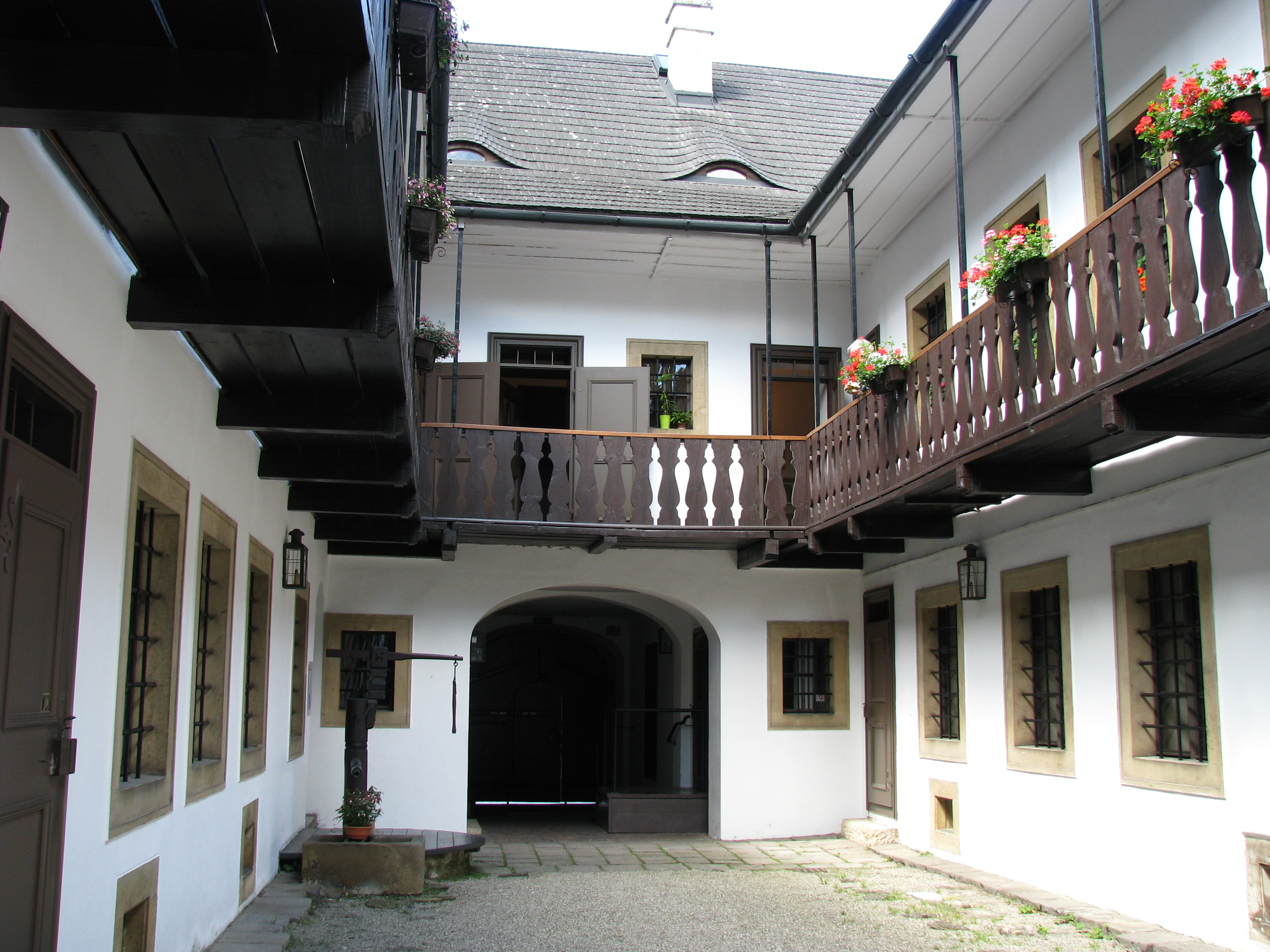
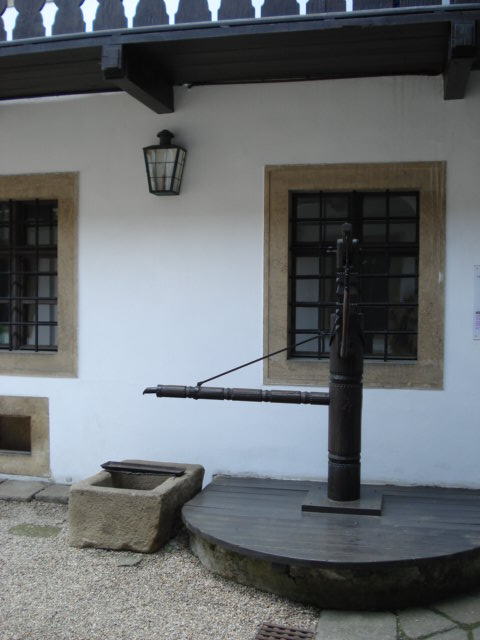
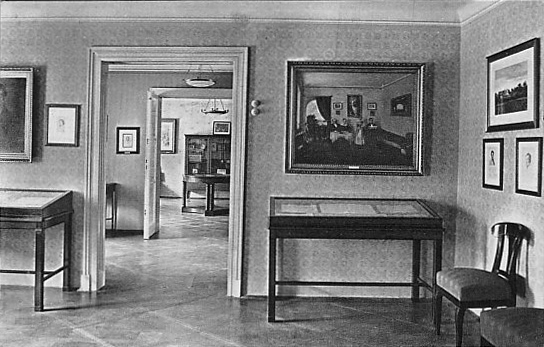

Il joue de l'alto dans le quatuor à cordes familial, avec son père au violoncelle, et ses frères Ignaz et Ferdinand au violon. En 1808  Schubert (âgé de 10 ans) manifeste déjà un immense talent pour la musique classique, et intègre  le chœur d'enfants de la chapelle impériale de Vienne, ainsi que le séminaire et son orchestre, ou il devient élève d'Antonio Salieri, directeur de musique à la cour de l'empire d'Autriche (également professeur de Ludwig van Beethoven, et de Franz Liszt...). Il commence à composer pendant sa période de formation. Après une courte tentative du métier d'instituteur, il commence une carrière de compositeur fulgurante (« Je ne suis né que pour composer » confie-t-il à un ami) pour devenir après sa mort (la majeure partie de son œuvre étant publiée à titre posthume) un des plus importants compositeurs de l'histoire de la musique classique, et de musique romantique du XIXe siècle (avec plus de mille compositions achevées de son catalogue Deutsch). Il disparaît précocement de la fièvre typhoïde en 1828, à l'âge de 31 ans.

### Musée Schubert
Le conseil municipal de Vienne achète la maison en 1908, pour y créer un musée Schubert, inauguré le 18 juin 1912, avec quatre pièces avec décor d'époque, où sont exposés les objets (dont ses célèbres lunettes rondes), tableaux, documents de la vie et de l'œuvre de l'artiste.